# Xã Sparta, Quận Knox, Nebraska
Xã Sparta (tiếng Anh: Sparta Township) là một xã thuộc quận Knox, tiểu bang Nebraska, Hoa Kỳ. Năm 2010, dân số của xã này là 84 người.